# Chiesa (otok)
Chiesa je otok u Tirenskom moru koji se nalazi u neposrednoj blizini otoka La Maddalena, na sjeveroistoku Sardinije, s kojim je povezan željeznim mostom.
Administrativno pripada općini La Maddalena i nalazi se unutar Nacionalnog parka otočja Maddalena. Na otoku se nalaze objekti u vlasništvu Ministarstva obrane - koje kontrolira pristup preko mosta - i signalni svjetionik.

## Vanjske poveznice
|  | Zajednički poslužitelj ima još gradiva o temi Chiesa (otok) |